# Os coxal
Osul coxal (os coxae, os innominal, os pelvian sau os coxal) este un mare os neregulat, constrâns în centru și extins deasupra și dedesubt. La unele vertebrate (inclusiv la oameni înainte de pubertate) este compus din trei părți: ilium, ischium și pubis.
Cele două oase ale șoldului se unesc la simfiza pubiană și împreună cu sacrum și coccis (partea pelviană a coloanei vertebrale) cuprind componenta scheletică a pelvisului – centura pelviană care înconjoară cavitatea pelviană. Ele sunt conectate la sacrum, care face parte din scheletul axial, la articulația sacroiliacă. Fiecare os al șoldului este conectat la femurul (osul coapsei) corespunzător (formând legătura primară dintre oasele membrului inferior și scheletul axial) prin marea articulație a bilei și soclului a articulației șoldului.

## Structura
Osul șoldului este format din trei părți: ilium, ischium, și pubis. La naștere, aceste trei componente sunt separate de cartilaj hialin. Ele se unesc într-o porțiune în formă de Y a cartilajului în acetabul. Până la sfârșitul pubertății cele trei regiuni vor fi fuzionat împreună, iar până la vârsta de cca 25 de ani se vor ossifica.
Cele două oase ale șoldului se articulează reciproc la simfiza pubiană. Împreună cu sacrum și coccis, oasele șoldului formează pelvisul.

### Ilium
Ilium (plural ilia) este cea mai înaltă și mai mare regiune. Alcătuiește două cincimi din acetabul. Este divizibilă în două părți: corp și aripa iliumului; separarea este indicată pe suprafața superioară printr-o linie curbată, linia arcuită, iar pe suprafața exterioară de margine a acetabulului. Corpul iliumului formează articulația sacroiliacă cu sacrumu;. Marginea aripii iliumului formează creasta iliacă în formă de S, care este ușor de localizat prin pielea umană. Creasta iliacă prezintă semne clare ale atașamentului celor trei mușchi abdominal.

### Ischium
Ischiul formează partea inferioară și cea din spate a osului șoldului și este situat sub ilium și în spatele pubisului. Ischiul este cea mai puternică dintre cele trei regiuni care formează osul șoldului. Este divizibil în trei porțiuni: corp, ramus superior] și ramus inferior. Corpul formează aproximativ o treime din acetabul.
Ischiul formează o umflătură mare, tuberozitatea ischiului, denumită colocvial și „osul de așezat”. În timpul șederii, greutatea este plasată frecvent pe tuberozitatea ischiului. Gluteus maximus îl acoperă în poziție verticală, dar îl lasă liber în poziția așezată.

### Pubis
Regiunea pubiană sau pubis este ventralul și anteriorul celor trei părți care formează osul șoldului. Este divizibil într-un corp, un ramus superior, și un ramus inferior. Corpul formează o cincime din acetabul. Corpul formează porțiunea largă, puternică, medială și plată a osului pubian care se unește cu celălalt os pubian din simfiza pubiană. Tamponul fibrocartilaginos care se află între suprafețele simfiziale ale oaselor coxale, care asigură simfiza pubiană, se numește discul interpubian.

### Marginea pelviană
Marginea pelviană este o creastă ovală continuă a osului care rulează de-a lungul simfizei pubiene, crestele pubiene, liniile arcuate, alae sacral, și promontoriul sacral.